# Stormyrtjärnen (Hortlax socken, Norrbotten)
Stormyrtjärnen är en sjö i Piteå kommun i Norrbotten och ingår i Rokån-Jävreåns kustområde.